# ABBA The Museum
ABBA The Museum is een Zweeds museum gewijd aan de popgroep ABBA in het stadsdeel Djurgården van Stockholm. Het museum toont onder meer de kleding, gouden platen en andere originele memorabilia van de artiesten. Het opende in mei 2013.

## Geschiedenis
Het plan voor de oprichting van dit museum werd opgesteld door Ewa Wigenheim-Westman en Ulf Westman en aangekondigd in november 2006. Het was geïnspireerd op het Beatles-museum in Liverpool. Het museum zou in het oorspronkelijke plan in 2008 opengaan op een nog nader te bepalen locatie, maar na jarenlange problemen rond de financiering werd het project in 2009 stopgezet. Van 2009 tot 2011 werd met een ABBA-collectie een tour gemaakt door Europa en Australië. In oktober 2012 werd het idee voor een museum opnieuw opgepakt en uiteindelijk werd het tegelijk met het Swedish Music Hall of Fame opgericht en in hetzelfde pand ondergebracht.

## Wat is er te zien
- De jonge jaren van de vier ABBA-leden, en hoe ze elkaar ontmoetten
- De rode telefoon (Ring Ring) waarmee je als je veel geluk hebt een ABBA-lid aan de lijn krijgt
- Het Eurovisiesongfestival 1974, dat door ABBA werd gewonnen
- Een reconstructie van de Polar Studios waar de latere albums van ABBA werden opgenomen en gemixt
- Het kantoor van Polar Music International, het domein van manager Stig Anderson
- Backstage (de kleedkamer)
- De kledingmakers
- De kleding die door de ABBA-leden werd gedragen
- De videoclips
- Het verhaal achter Slipping Through My Fingers
- Heel veel gouden platen
- Wat de ABBA-leden na het uit elkaar gaan van de groep deden

## Fotogalerij

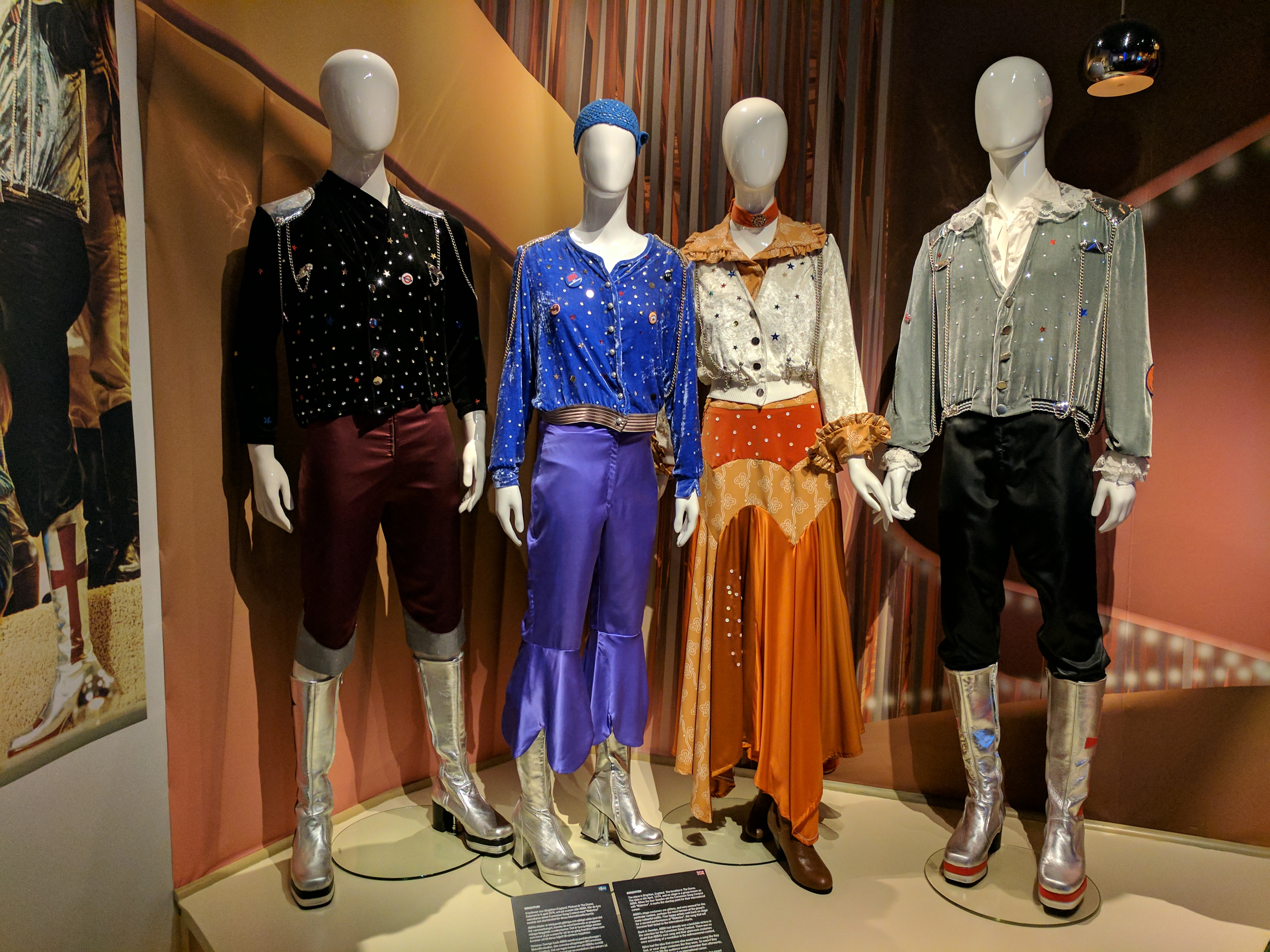
Replica's van de door ABBA gedragen kleding bij het Eurovisiesongfestival 1974.
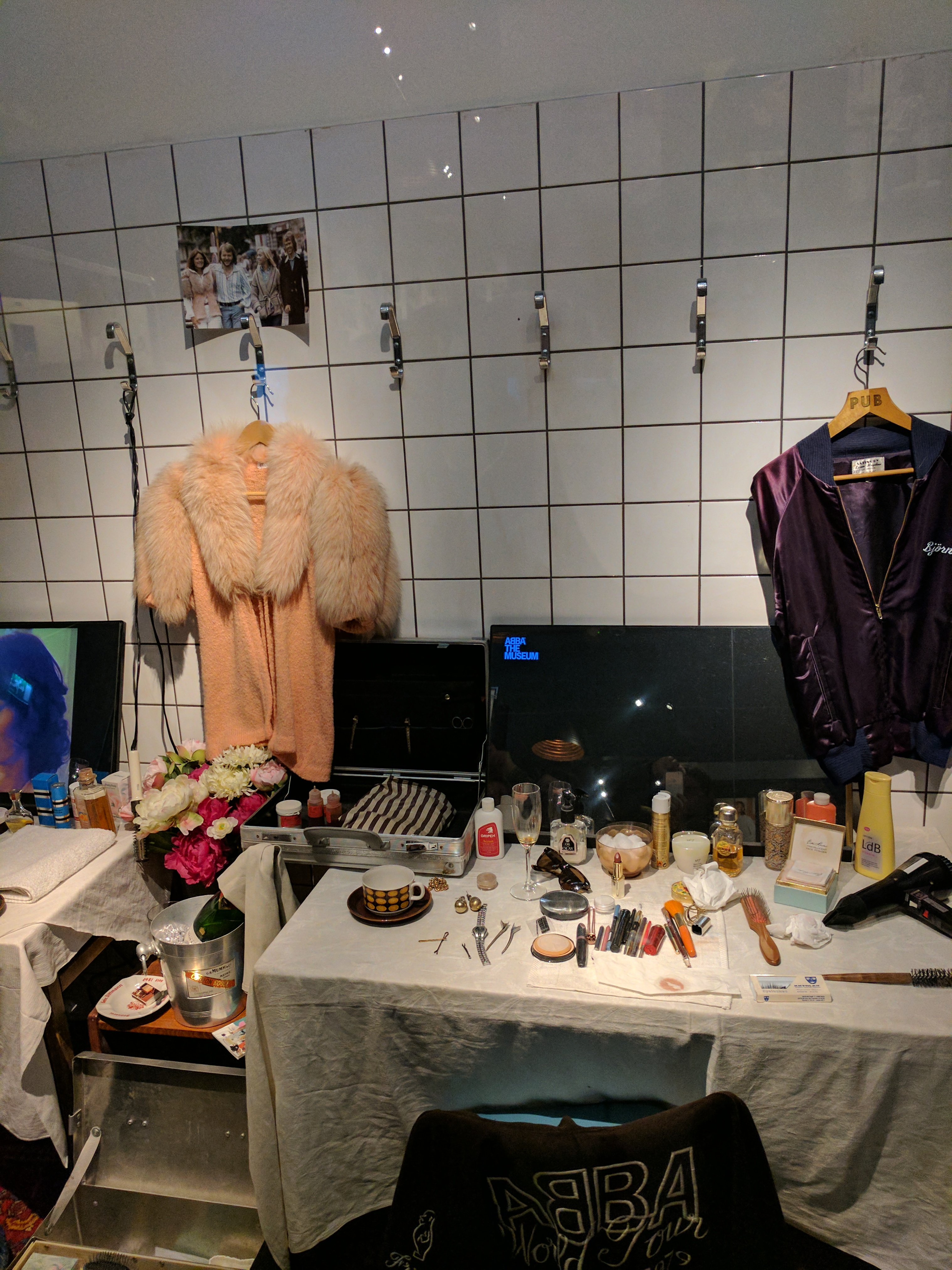
De kleedkamer
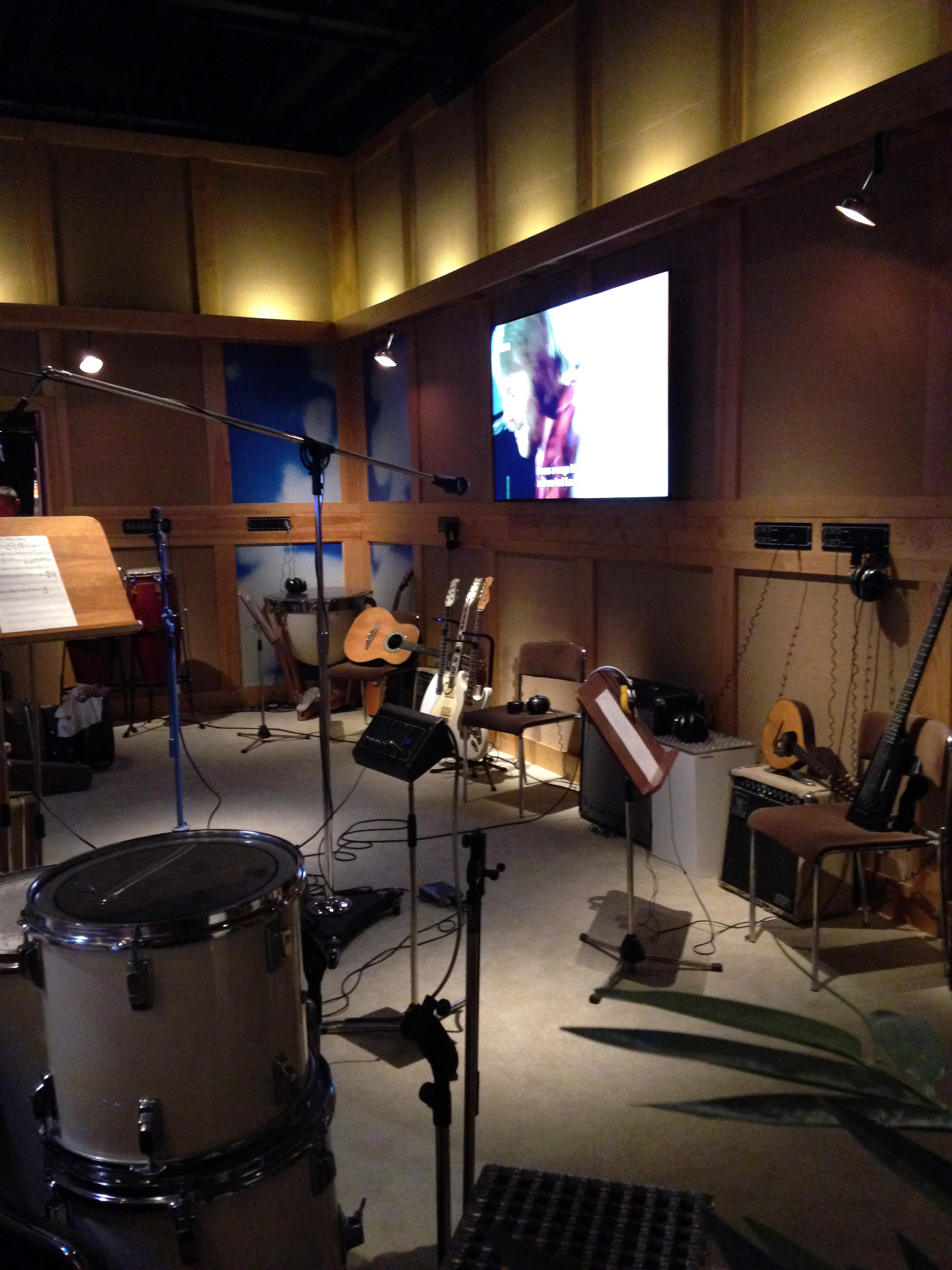
Reconstructie van de Polar Studio.
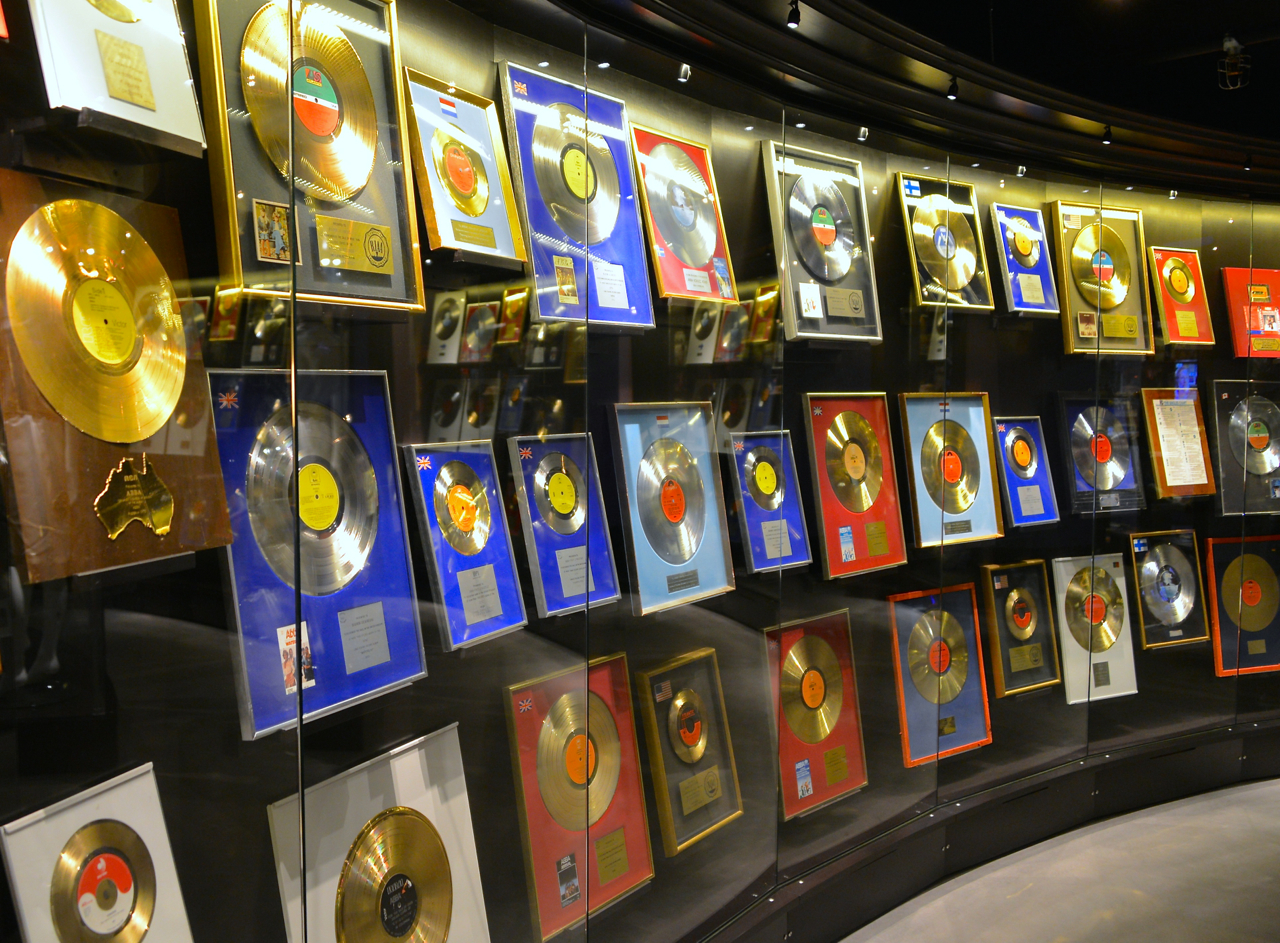
Gouden platen uit verschillende landen

## Trivia
De Nederlandstalige audiotoer is ingesproken door Kees Tol.